# Filhos do Éden: Paraíso Perdido
Filhos do Éden: Paraíso Perdido é o terceiro e último livro da trilogia Filhos do Éden, escrito por Eduardo Spohr. Na obra, o mais antigo e poderoso entre os anjos escapou do cárcere no segundo céu e pretende retomar o controle do mundo. Nesta obra, os leitores acompanham a caçada a Metatron, o Rei dos Homens sobre a Terra. Kaira, Urakin e Denyel estão de volta para enfrentar inúmeros perigos.
O livro é composto por 3 partes, com 80 capítulos, contendo um total de 560 páginas.

## Sinopse
No princípio, Deus criou a luz, as galáxias e os seres vivos, partindo em seguida para o eterno descanso. Os arcanjos tomaram o controle do céu, e os sentinelas, um coro inferior de alados, assumiram a província da terra.
Relegados ao paraíso, ordenados a servir, não a governar, os arcanjos invejaram a espécie humana, então Lúcifer, a Estrela da Manhã, convenceu seu irmão - Miguel, o Príncipe dos Anjos - a destruir cada homem e cada mulher no planeta. Os sentinelas se opuseram a eles, foram perseguidos, e seu líder, Metatron, arrastado a prisão, para e lá finalmente escapar, agora que o Apocalipse se anuncia. Dos calabouços celestes surgiu o boato de que, enlouquecido, ele traçara um plano secreto, descobrindo um jeito de retomar seu santuário perdido, tornando-se o único e soberano deus sobre o mundo.
Antes da grande Batalha do Armagedon, antes que o sétimo dia encontre seu fim, dois antigos aliados, Lúcifer e Miguel, atuais adversários, se deparam com uma nova ameaça - uma que já consideravam vencida: a perpétua luta entre o sagrado e o profano, entre os arcanjos e os sentinelas, que novamente, e pela última vez, se baterão pelo domínio da terra, agora e para sempre.